# Dance with Me (chanson de Zoli Ádok)
Pour les articles homonymes, voir Dance with Me.
Candlelight What About My Dreams?
Dance with Me (Danse avec moi) est la chanson de l'artiste magyar Zoli Ádok qui représente la Hongrie au Concours Eurovision de la chanson 2009 à Moscou, en Russie.
Elle participe à la seconde demi-finale du Concours Eurovision de la chanson 2009, le 14 mai 2009.